# ميجان بليك
ميجان بليك (بالإنجليزية: Megan Blake)‏ هي ممثلة أمريكية، ولدت في 1959 في كولومبوس في الولايات المتحدة.

## وصلات خارجية
- الموقع الرسمي
- ميجان بليك على موقع IMDb (الإنجليزية)
- ميجان بليك على موقع ألو سيني (الفرنسية)
- ميجان بليك على موقع أول موفي (الإنجليزية)
- ميجان بليك على موقع قاعدة بيانات الأفلام السويدية (السويدية)
- ميجان بليك على موقع قاعدة بيانات الفيلم (الإنجليزية)
- ميجان بليك على موقع كينوبويسك (الروسية)